# Naturschutzgebiet Die Reit

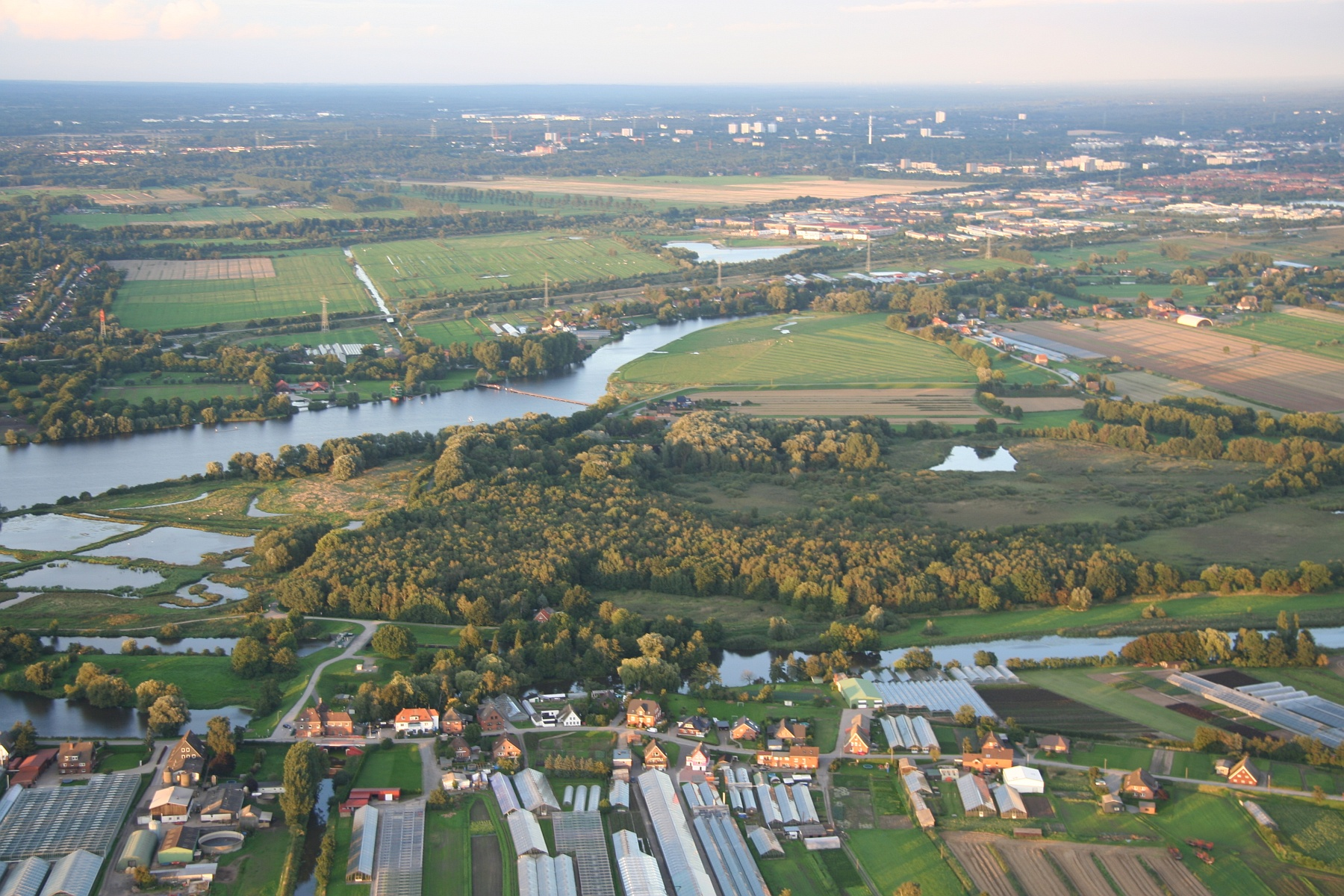
Luftaufnahme, in der vorderen Bildmitte die Gose Elbe, links dahinter die Regattastrecke an der Dove Elbe

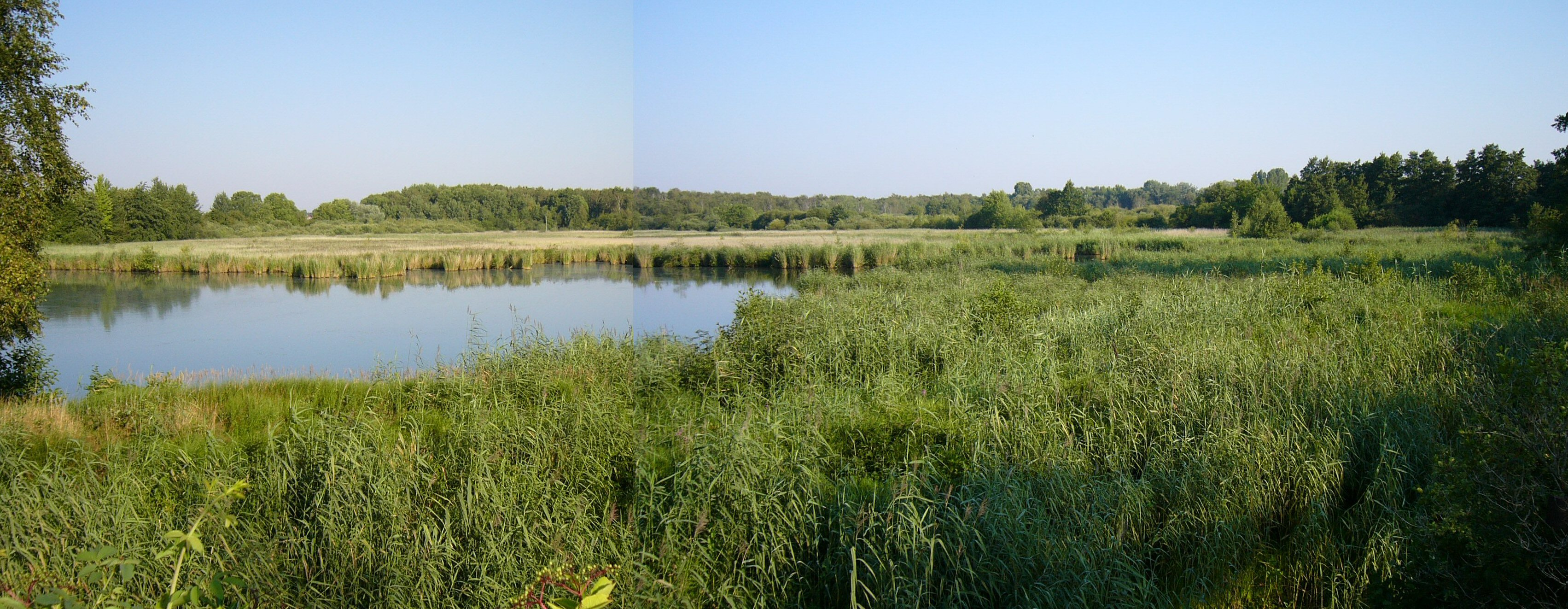
Panoramabild des Gebiets

Das Naturschutzgebiet Die Reit liegt im Hamburger Stadtteil Reitbrook in den Marschlanden, zwischen dem Zusammenfluss der Dove Elbe und Gose Elbe.
Das Naturschutzgebiet im Südosten Hamburgs hat eine Größe von 92 Hektar. Es umfasst das 1973 ausgewiesene Gebiet Die Reit und die 2011 erfolgte Erweiterung um die Flächen Die Hohe, Kleiner Brook und ein rund 3,3 ha großes Gebiet im Südosten. Die heutige Geländestruktur der Reit ist wesentlich auf den Betrieb einer Ziegelei zurückzuführen. Geprägt wird das Gebiet von den ausgedehnten Schilfröhrichten, artenreichen Weidengebüschen und dem urwüchsigen Birkenbruchwald, zwei größeren Teichen sowie vielen Kleingewässern und Gräben. Die Hohe ist ein vielfältiges Teichgelände auf einem ehemaligen Spülfeld. Der Kleine Brook wird geprägt durch Grünland im Vorland der Dove Elbe.
Den Schutzstatus erhielt Die Reit in erster Linie wegen ihrer Bedeutung als Brut- und Rastgebiet mitteleuropäischer Sing- und Zugvögel, Die Hohe für das bedeutende Vorkommen des Kammmolchs und der Kleine Brook aufgrund seiner Bedeutung für Wiesenvögel, insbesondere für die Uferschnepfe. Auch durch weitere Amphibienvorkommen, vielerlei Insekten und seine Flora zeichnet sich das Schutzgebiet aus.

## Schutzstatus
Die Reit wurde am 21. August 1973 als Naturschutzgebiet ausgewiesen. Wegen der großen Bedeutung des Gebietes für Vögel wurde es 1982 als Schutzgebiet nach der EG-Vogelschutzrichtlinie (79/409/EWG) benannt. 1999 erfolgte zudem eine Meldung als europäisches Schutzgebiet nach der FFH-Richtlinie (RL 92/43 EWG) an die Europäische Kommission (Gebietsnummer 2526-303). Eine Festlegung der Erhaltungsziele für das EG-Vogelschutzgebiet Die Reit ist mit der Änderungsverordnung vom 24. März 2009 erfolgt. Mit einer neuen Verordnung vom 7. Juni 2011 erfolgte die sich aus dem Bundesnaturschutzgesetz ergebende Verpflichtung eingetragene Fauna-Flora-Habitat-Gebiete als Naturschutzgebiet auszuweisen (bis 2011 fehlte der Schutz für Die Hohe) und die Verordnung in ihren Zielen sowie Ge- und Verboten den europäischen Ansprüchen eines Natura-2000-Schutzgebietes zu entsprechen. Gleichzeitig wurde das Schutzgebiet nach den Darstellungen aus dem hamburgischen Landschaftsprogramm um den Kleinen Brook und Flächen im Südosten erweitert.

## Lebensräume, Tier- und Pflanzenwelt

### Die Reit
Die Reit gliedert sich in einen außendeichs an der Gose Elbe gelegenen Teil und einen eingedeichten Bereich. Die Außendeichsflächen, die Gose-Elbe-Wiesen, sind zurückhaltend genutzte Feucht- und Frischwiesen mit strukturreichen Kleingewässern. Durch extensive Weidebewirtschaftung und den Einsatz des betreuenden Naturschutzverbandes konnte dort einer von drei Beständen der Schachblume in den Vier- und Marschlanden erhalten werden. Entlang der Gose Elbe entwickelte sich in den vergangenen Jahren durch die Einstellung der Beweidung ein breiter und ausgeprägter Röhrichtgürtel, der wasserseitig in einen gut ausgebildeten Vegetationsstreifen aus Teichrosen und Sumpfcalla übergeht. Hier sind auch die für den Bitterling wichtigen Großmuschelbestände vorhanden. Binnendeichs ist ein Mosaik von unterschiedlichen Lebensraumtypen entstanden: Der Wald im Norden, die großen Röhrichtflächen im Süden und Osten und die dazwischen liegenden Weidengebüsche. Im Schutzgebiet befinden sich mehrere Gewässer, von denen der rund einen Meter tiefe und 1,2 ha große Reitteich im Südosten das größte ist. Auch existiert eine Reihe kleiner Weiher, Tümpel und Gräben, die zum großen Teil zur Erhöhung der Biotopvielfalt wiederhergestellt oder neu angelegt wurden. In den 1990er Jahren ist in den zentral und östlich gelegenen Schilfflächen ein ausgedehntes Grabensystem zur Bewässerung entstanden. Der nördlich gelegene Birkenbruchwald und angrenzende Bereiche mit Silber-Weiden und Eschen sind in ihrer Entwicklung vom Feuchtstandort in den 1950er Jahren zum heutigen Wald wenig gestört worden und strukturreich ausgeprägt. Auf den nassen Binnendeichsflächen haben sich in den vergangenen Jahrzehnten Schilfröhricht und Weidengebüsche verdichtet.
Die Reit hat eine besondere Bedeutung für den Artenschutz, da sich in diesem Gebiet gut entwickelte Artengemeinschaften angesiedelt haben, wovon ein hoher Anteil schützenswert ist. Es konnten 27 Tier- und Pflanzenarten nachgewiesen werden, die in den Roten Listen von Hamburg oder Deutschland in die beiden höchsten Gefährdungskategorien eingestuft sind. So führten Untersuchungsergebnisse über bedeutende Vorkommen des Kammmolchs zur Meldung als FFH-Gebiet für diese Art. Auch für andere Amphibien, wie den Laubfrosch, ist das Schutzgebiet mit seinen Laichgewässern ein wichtiger Lebensraum.
Die Reit ist seit Jahrzehnten für ihren Reichtum an Vogelarten bekannt. Rund 200 Arten konnten beobachtet werden, gut 80 Arten brüten im Gebiet. Besonders hervorzuheben sind die im Schilfröhricht lebenden und brütenden Arten wie Rohrdommel, Tüpfelsumpfhuhn, Blaukehlchen, Rohrschwirl und Rohrweihe. Der Wert des Gebietes für die Vogelwelt wird insbesondere durch seine Bedeutung als Trittstein für den Vogelzug und die damit verbundene wissenschaftliche Forschung bestimmt.
Außerdem entwickeln sich in den Feuchtgebieten mit ihren Weichhölzern sehr seltene und vom Aussterben bedrohte Schmetterlinge (Glasflügler und Nachtfalterarten), und in den wasserpflanzenreichen Stillgewässern findet eine Vielzahl von Libellenarten ihren Lebensraum.
Bei den Fischen ist besonders das Vorkommen des stark gefährdeten Bitterlings erwähnenswert. Die für die Fortpflanzung des Bitterlings erforderlichen Großmuscheln sind im Reitteich und im Zulaufgraben mit der Großen Teichmuschel vertreten. Bemerkenswert ist außerdem das Auftreten größerer Bestände des bundesweit gefährdeten Moderlieschens und der in Hamburg gefährdeten Rotfeder.

### Die Hohe

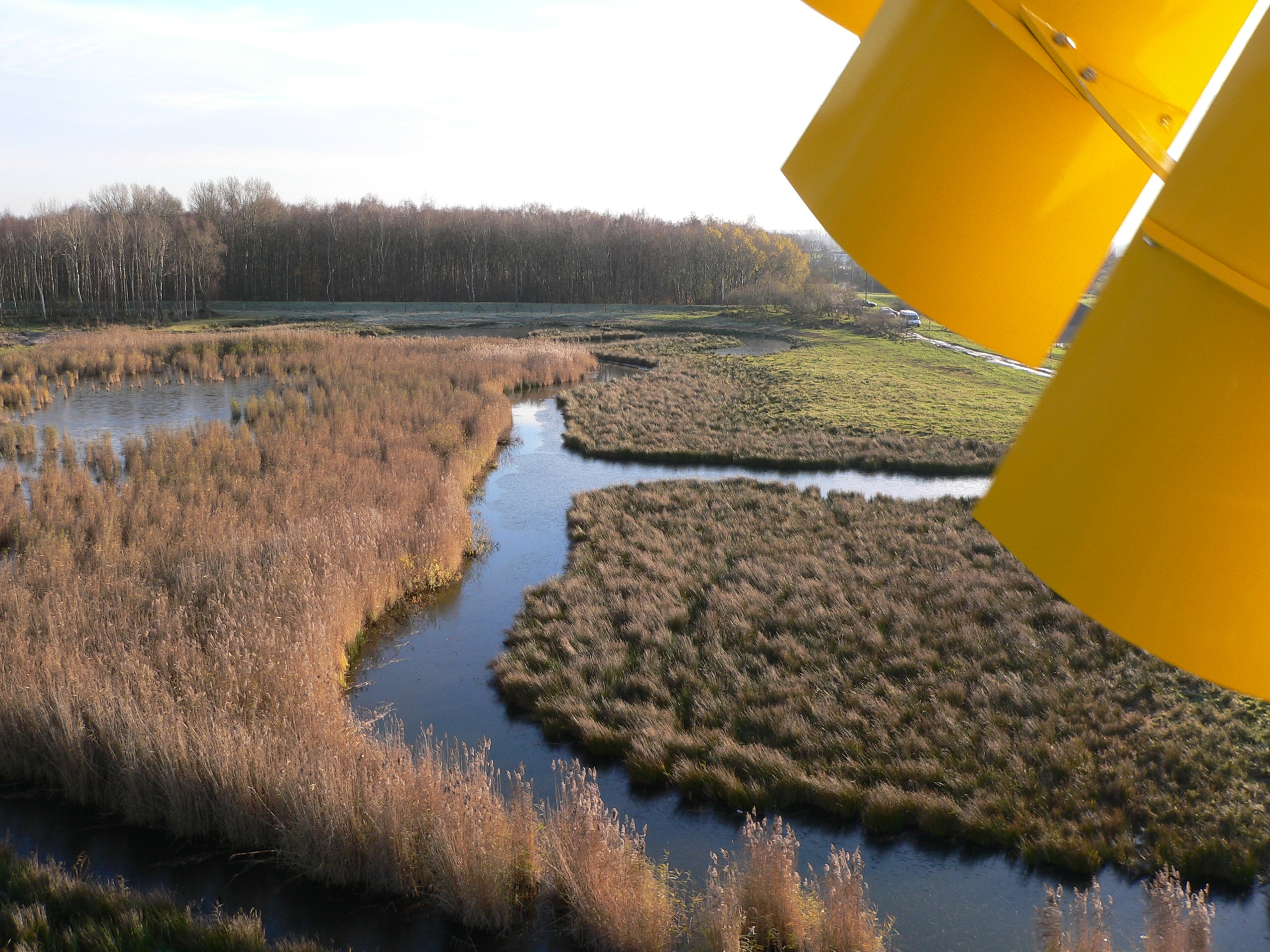
Die Hohe: Blick von der Windpumpe Richtung Reitdeich.

Seit den 1980er Jahren wurde durch Renaturierungsmaßnahmen nach dem Abschluss der Aufspülung ein vielfältiges Teichgebiet geschaffen, das aufgrund seiner besonderen und in Hamburg einmaligen Biotopausstattung einen ganz eigenständigen Lebensraum insbesondere für Amphibien und Libellen darstellt. Das Ensemble von großen, anthropogen nicht genutzten Teichen, teilweise mit ausgeprägter Vegetation und ausgedehnten Flachwasserzonen, bietet hervorragende Laichplätze für Amphibien und Eiablageplätze für viele seltene Libellenarten. Zudem hat sich hier ein hervorragender Bestand des nach FFH-Richtlinie geschützten Steinbeißers etabliert. Die Weideflächen zwischen den Gewässern ergänzen die Teiche zu einer offenen Landschaft. An Gose Elbe und Dove Elbe ist im Rahmen einer Ausgleichsmaßnahme eine beruhigte Uferzone mit Röhrichtgürtel angelegt worden. Das für den Kamm-Molch gemeldete FFH-Gebiet Die Reit (Gebietsnummer 2526-303) umfasst neben dem 1973 ausgewiesenen Naturschutzgebietsteil auch die nördlich angrenzenden Fläche Die Hohe, da hier Kamm-Molche in erheblicher Anzahl ihren Lebensraum finden. Amphibien wie der Kamm-Molch benötigen im Laufe ihres Lebens verschiedenartige Biotope, die sie in unterschiedlichen Teilgebieten eines Lebensraumkomplexes finden. So ist Die Reit im Wesentlichen als Sommer- und Winterlebensraum für den Kamm-Molch von Bedeutung. Die sonnenbeschienenen Gewässer auf der benachbarten Fläche Die Hohe stellen dagegen einen idealen Lebensraum für die Fortpflanzung dar. Um die Lebensbedingungen für den Kamm-Molch zu verbessern, wurden dort flache Gewässer ausgeschoben und durch eine Windpumpe kontinuierlich mit Wasser versorgt. Das ließ die Zahl der Kamm-Molche in den letzten Jahren deutlich ansteigen. Die Reit ist daher mit der angrenzenden Fläche Die Hohe von Hamburg als FFH-Gebiet gemeldet worden.

### Reitdeich

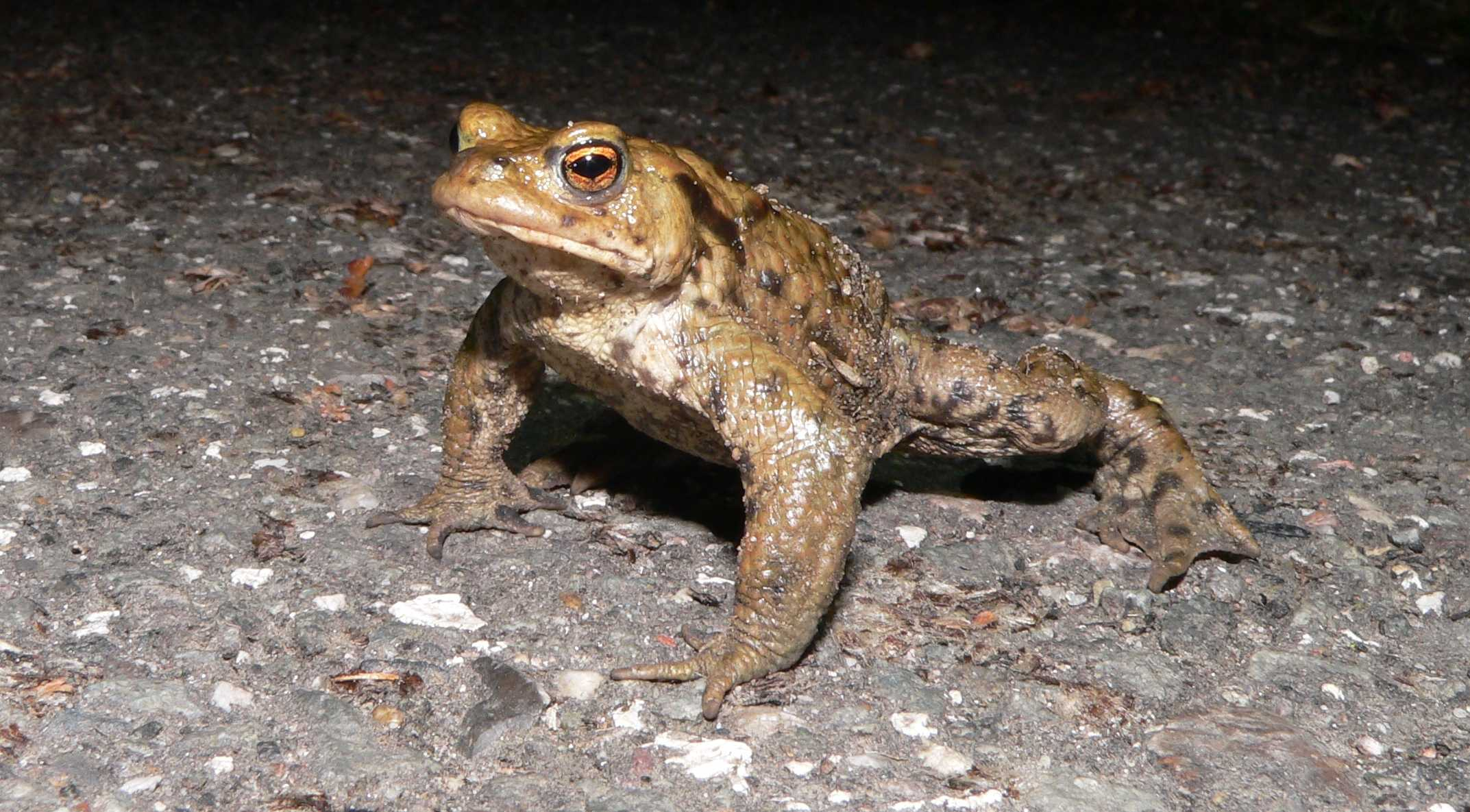
Männliche Erdkröte beim Überqueren des Reitdeichs

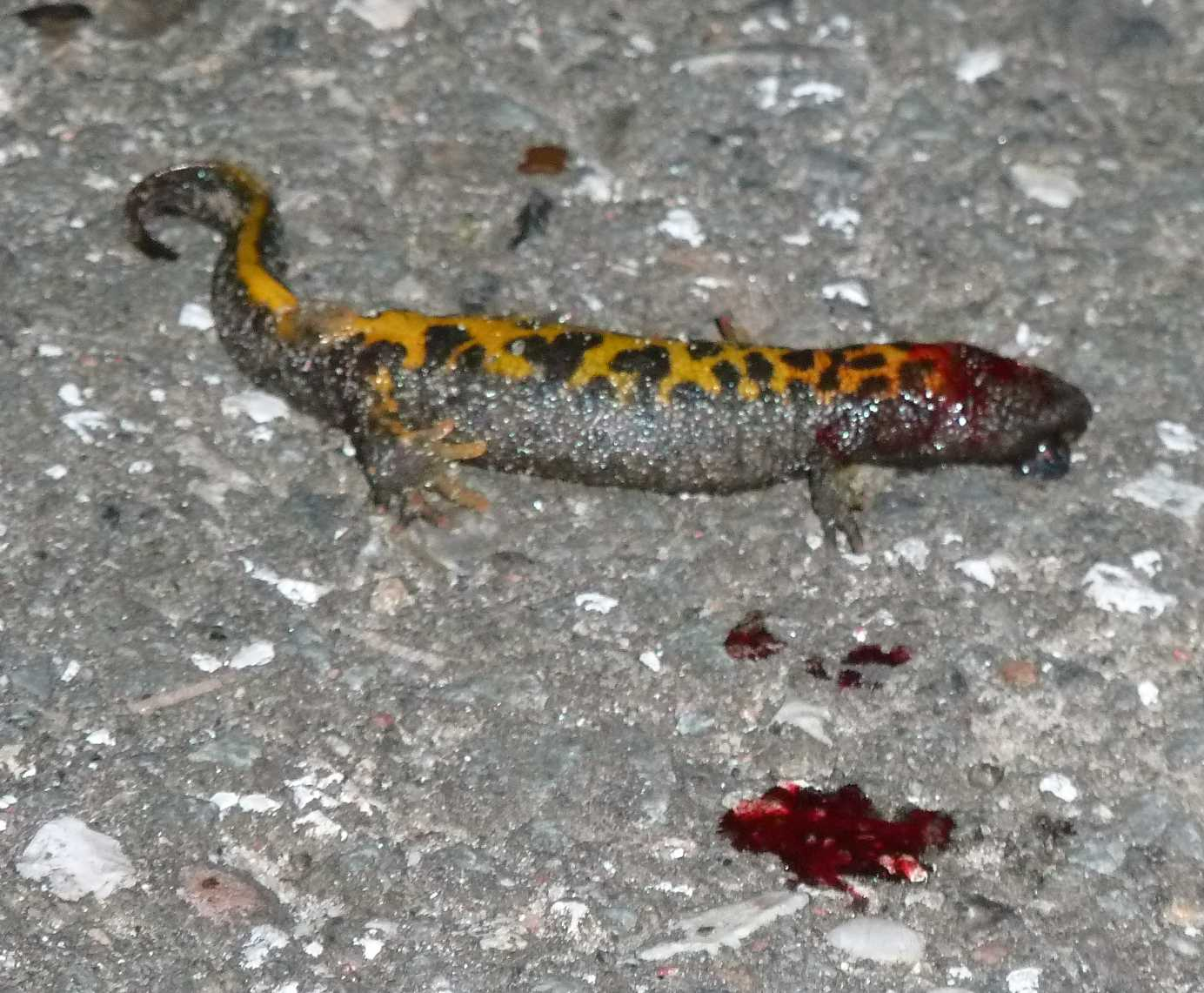
Überfahrener Kamm-Molch auf dem Reitdeich

Die Straße und Hochwasserschutzanlage (Zweite Deichlinie) Reitdeich verläuft zwischen dem Bruchwald im Süden und dem Teichgebiet im Norden des Schutzgebietes. Umfangreiche Amphibienwanderungen über den Reitdeich mit einer hohen verkehrsbedingten Mortalität der Tiere führten seit 1990 zu genauen Zählungen und Kartierungen der Lebensräume. Seit 1993 ist der Reitdeich als Straße teilentwidmet und jedes Jahr für den Zeitraum vom 1. Februar bis 15. November durch Schranken für den Autoverkehr gesperrt.

### Kleiner Brook

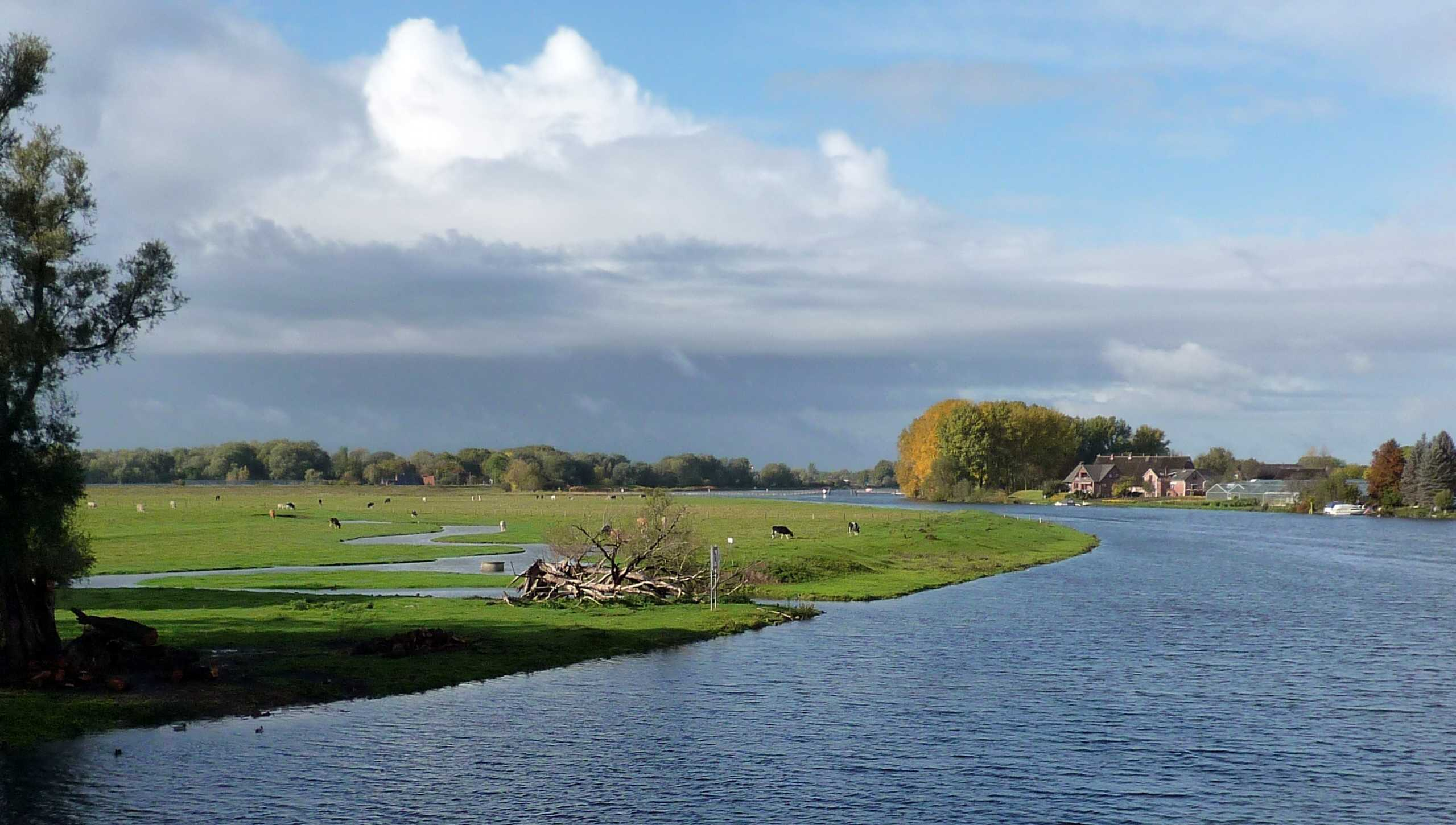
Kleiner Brook: Blick von der Allermöher Kirchenbrücke (über die Dove Elbe) Richtung Regattastrecke

Im östlichen Bereich des Naturschutzgebietes liegt im Außendeichsbereich der Dove Elbe der rund 23 ha große und als Dauergrünland genutzte Kleine Brook.
Das schützenswerte Grünland des Kleinen Brooks wird seit Jahrhunderten als Weide von den landwirtschaftlichen Betrieben in Reitbrook und Allermöhe in Form einer rund 20 ha großen Gemeinschaftsweide genutzt. Die Beweidung erfolgt als zweiteilige Umtriebsweide. Der Kleine Brook wird insbesondere durch die weithin offene und großflächige Marschenlandschaft mit Grünland frischer bis mäßig trockener Standorte der Weidelgras-Weißklee-Weide geprägt. Diese Merkmale sind eine der wesentlichen Voraussetzungen für die besondere Bedeutung des Kleinen Brooks als Lebensraum für gefährdete Wiesenvogelarten. In der östlichen Hälfte befindet sich ein 270 m langes Gewässer, welches von der Dove Elbe kommend einem ehemaligen Prielverlauf folgt und in eine in den 1940er Jahren geschaffene Erdentnahmestelle für den nicht vollendeten Sommerdeich endet. In einem rund 130 m breiten Bereich entlang der Dove Elbe ist das Gelände deutlich niedriger und konnte bis zum Bau der Tatenberger Schleuse aufgrund des Tideeinflusses kaum genutzt werden. Der als wertvoll zu bewertende relativ breite Reitgraben zwischen den Grünlandflächen des Kleinen Brooks und dem Reitdeich hat im Norden den Charakter eines kleinen Nebenarmes der Dove Elbe. In diesem Bereich ist das Gewässer sehr naturnah mit unterschiedlich breiten Ausbuchtungen. Die Ufer sind dicht mit Sumpfpflanzen bestanden und weisen einen Röhrichtsaum auf. Er besteht vorwiegend aus Rohrglanzgras, Wasser-Schwaden, Schlank-Segge mit dichten Beständen des Blutweiderichs. Das Gewässer bietet Amphibien einen wichtigen Lebensraum und ist Brutplatz für gefährdete Vogelarten wie der Schnatterente und Knäkente.
Auf dem Grünland des Kleinen Brook brüten als typische Arten für diesen Lebensraum Uferschnepfen, Austernfischer und Kiebitze. Die Vorkommen konzentrieren sich insbesondere im Westen entlang der niedrigen Bereiche an der Dove Elbe und des Grabens am Reitdeich. Die Brutbestandserfassungen seit den 1990er Jahren zeigen insgesamt bei allen Arten bedeutende Rückgänge auf ein für die Bestände sehr kritisches Niveau, beträchtliche jährliche Schwankungen und Jahre ohne Bruterfolg.

### Südöstliche Flächen am Reitbrooker Westerdeich
Die südöstlichen Flächen mit ihrer Größe von rund 3,3 ha dienen vor allem als Puffer zu den intensiven Ackerbauflächen der Umgebung. Es handelt sich um extensiv genutztes, mäßig artenreiches Grünland. In dem durch Entnahme von Deicherde entstandenen Erlenbruch kommt Wald-Simse, Scheinzypergras-Segge und vereinzelt Sumpf-Schwertlilie vor. Die Strauchschicht setzt sich locker aus Weißdorn, vereinzelt Holunder und Gemeine Esche zusammen. In dem Bruchwald brütet u. a. der Mäusebussard.
Zu der südöstlichen Erweiterungsfläche gehört auch eine wertvolle 0,5 ha große Teilfläche am Reitbrooker Westerdeich an der Forschungsstation. Der östliche Teil besteht aus einem auf einer ehemaligen Entnahmestelle für Deicherde stockenden Erlenbruch. Auf der östlichen Deichseite der beiden Erlenbrüche sind noch Gewässerreste zu erkennen, die durch Deichbrüche entstanden sind Im Frühjahr sind zumeist hohe Grundwasserstände vorhanden und es kann sich eine dichte Wasserpflanzenvegetation mit Wasserfeder und Sumpf-Schwertlilie ausbilden.

## Geschichte

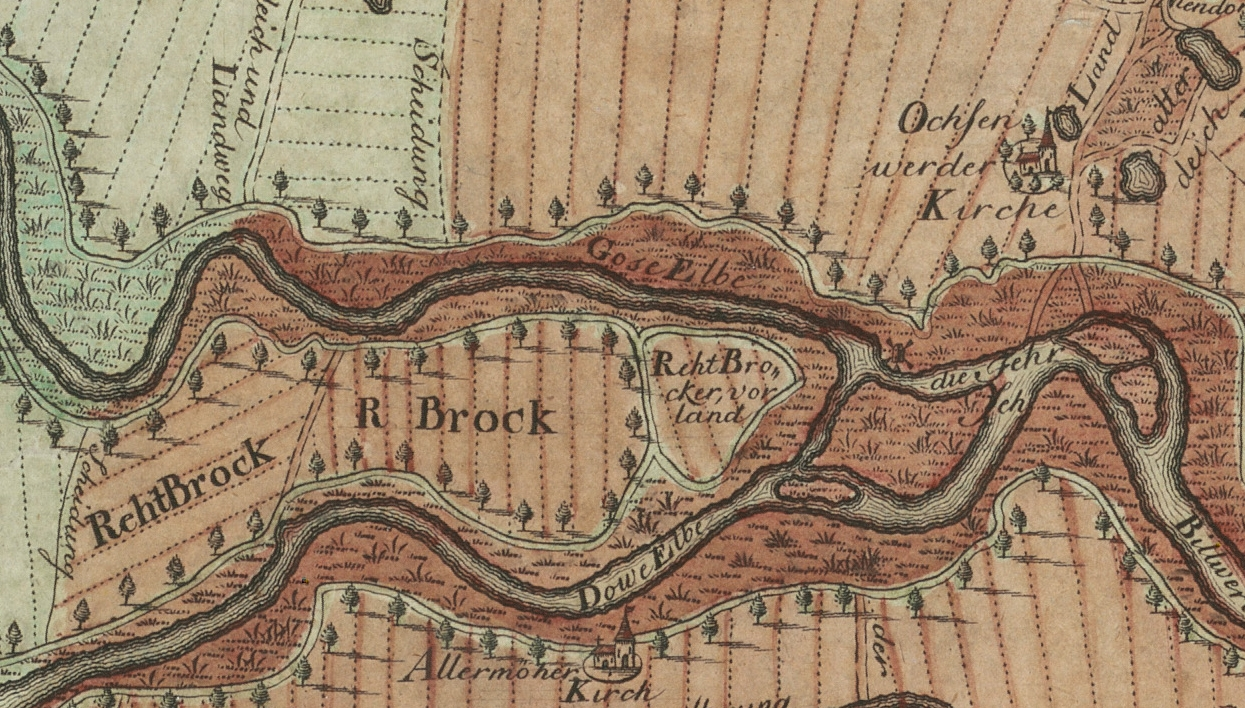
Ausschnitt aus der Elbkarte „Vierlande bis Blankenese“ von Pingeling (1773)

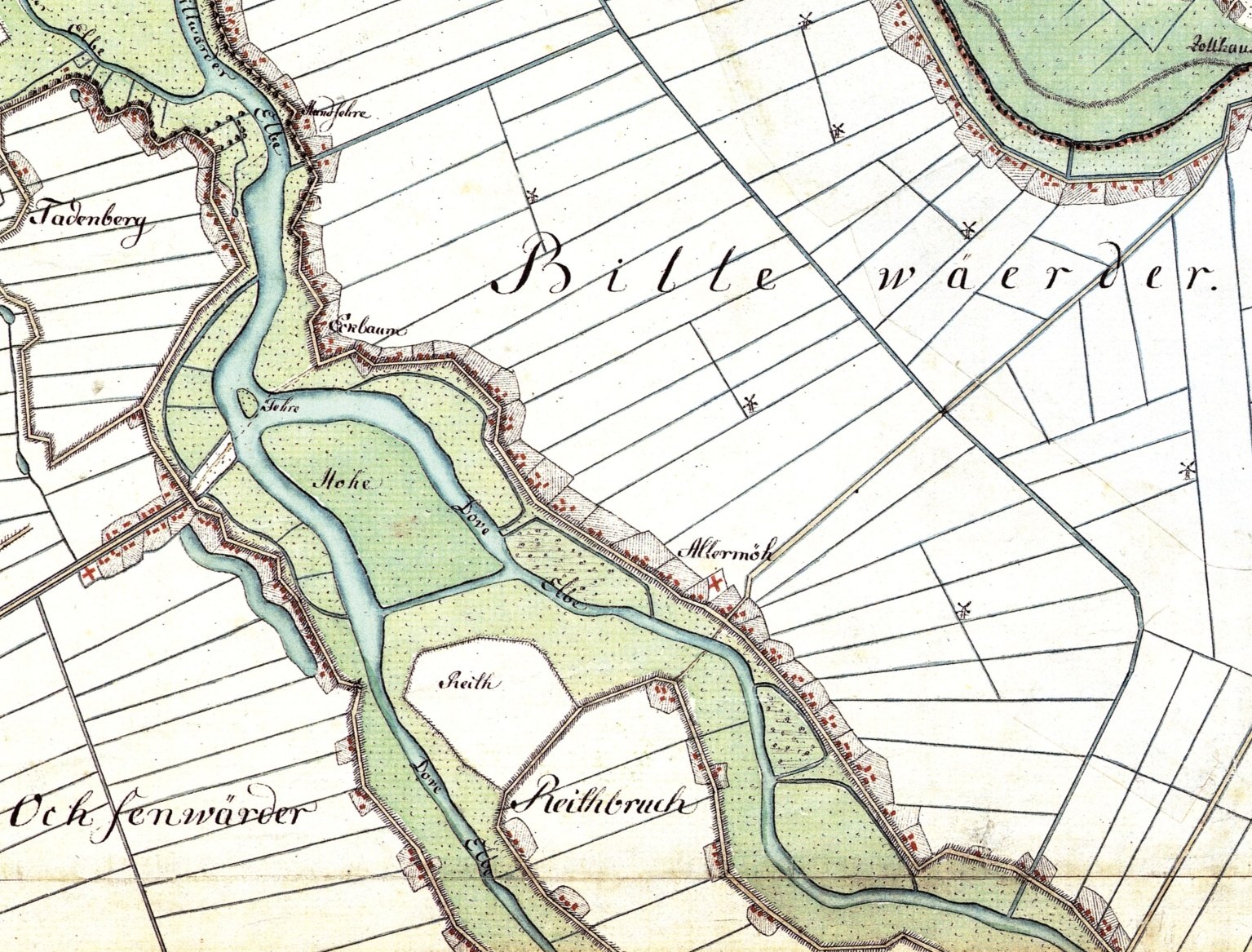
Ausschnitt aus der Varendorff'schen Karte „Bergedorf, Reinbek“ (1789)

Die jahrhundertelange Aufschwemmung der Marschlande, entstanden durch regelmäßige Überflutung sowie die Gezeiten der Elbe und ihrer Nebenarme, prägte die Bodenart und ihre Verteilung. Das typische Marschensediment ist der Klei. Er besteht vorwiegend aus schluffigem Ton und enthält weniger organische Bestandteile wie die Mudde. Dadurch ist der Klei weniger wasserdurchlässig. Der Klei in den Marschlanden zeichnet sich durch einen sehr hohen Tongehalt aus.
Die natürliche Sedimentation wurde mit der Eindeichung im 12. Jahrhundert und mit der Abdämmung der Dove Elbe und Gose Elbe im 15. Jahrhundert unterbunden. Damit begann die anthropogene Überprägung des Gebiets.
1162 fand Reitbrook als „Ragit“ erstmals Erwähnung, 1263 als „Insula, quae vocatur Rait“. Der Namensbestandteil Brook deutet auf die Bruch- und Sumpflandschaft hin. Die Eindeichung Reitbrooks erfolgte von Neuengamme her zu Beginn des 13. Jahrhunderts mit dem „Alt-Reitbrook“ bis zur „Sietwende“ (wo sich der Deich wendet) über dem im Verlauf des 14. Jahrhunderts eingedeichten „Neu-Reitbrook“ (1394 erstmals genannt) bis zum Vorderdeich / Reitbrooker Westerdeich. Die Reit, das westlichste Gebiet, blieb Weideland, nur von einem Sommerdeich geschützt und in alten Karten auch als Rethbrocker Vorland bezeichnet.

### Die Reit mit der Ziegelei

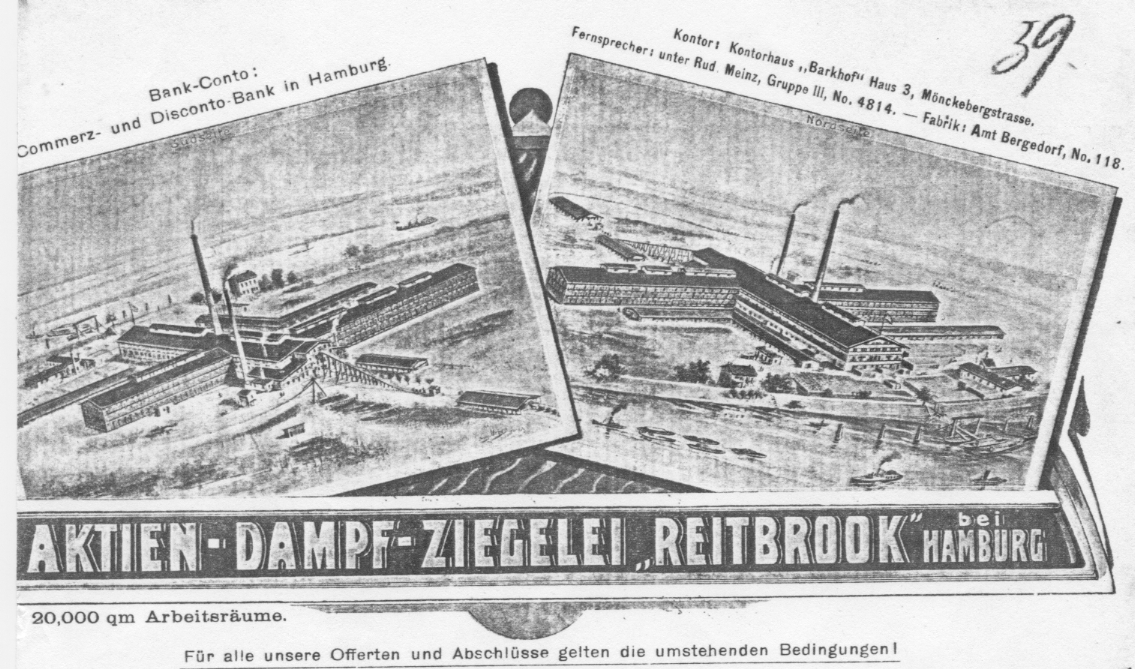
Briefkopf der „Aktien-Dampf-Ziegelei Reitbrook bei Hamburg“

Im Jahr 1883 begann ein wichtiger Abschnitt in der Geschichte der heutigen Reit. Am 15. April 1883 tauchte eine erste Notiz in der Bergedorfer Zeitung auf, die berichtete, dass die Höfer der Landschaft Reitbrook die gemeinschaftlich gehörende Reit an eine Aktiengesellschaft zum Preis von 25.000 Goldmark per Morgen verkauft hatten. Nach dem Ankauf wurde eine Ziegelei erbaut, welche die Bodenstruktur sowie das Erscheinungsbild des westlichen Reitbrooks veränderte. Durch die hohe Qualität des Tons, leichter Abbaumöglichkeit, einer sehr guten Anbindung für An- und Abfuhr der Schiffe sowie der Nähe zu Hamburg erhoffte sich die „Aktien Dampfziegelei Reitbrook bei Hamburg“ ein schnelles Anwachsen. Ende 1884 waren die Gebäude errichtet, so dass man 1885 mit der Produktion von Steinen beginnen konnte. Innerhalb von zwölf Jahren wuchs die Produktion erstklassiger Ziegel von knapp 400.000 Stück bis auf 5 Millionen an. Dann erschwerten ein erhöhter Wasserandrang sowie ungünstige Witterungsverhältnisse die Produktion. Die abgegrabenen Flächen wurden mit Korb-Weiden bepflanzt, und die Weidenparzellen verpachtet, die wegen ihrer guten Verwendbarkeit für Korbflechterei hohe Preise erzielten.
Die Arbeitsaufteilung in der Ziegelei war folgendermaßen geregelt: 28 Mann beim Abbau und der Herstellung, 20 Mann am Ringofen und in den Trockenschuppen, 9 Mann beim Verladen sowie der Ziegeleimeister, ein Maurer, der Maschinist, Zimmerleute und ein Schmied, die außerhalb des Akkords arbeiteten. Die Saisonarbeiter kamen vor allem aus Westpreußen und Lippe und mussten 14 Stunden pro Tag arbeiten. In Spitzenzeiten waren bis zu 80 Personen beschäftigt.
Mit dem Ausbruch des Ersten Weltkrieges wurde die Produktion eingeschränkt und 1915 wegen Mangels an Kohle und Arbeitskräften ganz eingestellt. Anfang 1920 stand der Betrieb zum Verkauf. Am 19. März 1920 beantragte der Hamburger Senat bei der Bürgerschaft die Enteignung der Ziegelei, um zur Förderung des Kleinwohnungsbaus den dringend benötigten Ziegelbedarf abdecken zu können. Der Besitzer bekam eine Abfindung, und die Ziegelei wurde nach einer Investition von 500.000 Mark nach fünf Jahren Stillstand wieder in Betrieb genommen. 1921 erreichte man nochmals die Produktionszahlen aus der Vorkriegszeit. 1926 traten erste größere Absatzschwierigkeiten auf. Da in den Ziegeleien im Hamburger Elbraum rund 70 Millionen unverkaufter Ziegel lagerten, fielen die Preise. Hauptabnehmer für die Produktion aus der Reit waren staatliche Stellen, so der Sielbau mit rund 800.000 Steinen im Jahr. Diese weigerten sich zunehmend die aufgrund der veralteten Produktionsbedingungen um 20 Mark pro Tausend Stück teuren Steine aus der Reit abzunehmen. 1928 unterbreitete die Bergedorfer Maschinenfabrik (Lüdtke & von Oertzen) ein Modernisierungsangebot, welches die Errichtung von Transportbändern, die Anschaffung von Lokomotiven – bisher wurden Pferde eingesetzt – einen Bagger für die Abtonung, mehr Loren zum Transport der Ziegel und einen Kran zum Verladen vorsah. Um die Investitionskosten zu decken, war aber der Ankauf von zusätzlich 8 ha Abziegelungsfläche nötig. Die Ankaufverhandlungen zogen sich schleppend bis in das Jahr 1929 hin. Die meisten Landwirte wollten nicht verkaufen, da sie bereits früher schon Land an die Ziegelei verkauft hatten und die Restflächen zum Bestreiten ihres Lebensunterhalts benötigten. Zudem wurde bezweifelt, ob die Rationalisierungsmaßnahmen den gewünschten Effekt bringen würden. Nach einigem Hin und Her wurde dann beschlossen, die Ziegelei zum 24. Dezember 1929 zu schließen. 1930 erfolgte der Verkauf für 11.000 Reichsmark zum Abbruch. Nur das Wohngebäude des Ziegleimeisters am Reitdeich und die Mannschaftsbaracken blieben bestehen, da nach einer Meldung im Hamburger Anzeiger vom 22. September 1930 die Errichtung einer Kadaververbrennungsanstalt beabsichtigt war.

#### Zweiter Weltkrieg und Nachkriegsjahre
Ab 1935 nutzte der Reichsarbeitsdienst das Gelände. Am Standort der abgebrochenen Ziegeleigebäude wurden um einen zentralen Platz sechs größere Baracken mit Nebengebäuden errichtet. Später entstand noch ein Luftschutzbunker. Der Reichsarbeitsdienst baute den Damm an der südlichen und östlichen Grenze des Gebiets, sodass mit den Hochwasserschutzdeichen an Gose Elbe und Dove Elbe die Voraussetzungen für eine geschlossene Aufspülfläche geschaffen wurden. Durch die Bodenentnahme für den Damm entstand der Reitteich im Süden. Die dann nicht mehr verwirklichte Aufspülung sollte die von der Ziegelei abgegrabenen Flächen auffüllen und Platz für einen neuen landwirtschaftlichen Betrieb schaffen. Der spätere Bundeskanzler Helmut Schmidt leistete vom 1. März bis zum 30. September 1937 seinen Reichsarbeitsdienst in der Reit. Während des Zweiten Weltkriegs wurden die Baracken zur Unterbringung von Bombengeschädigten und später für Flüchtlinge genutzt.

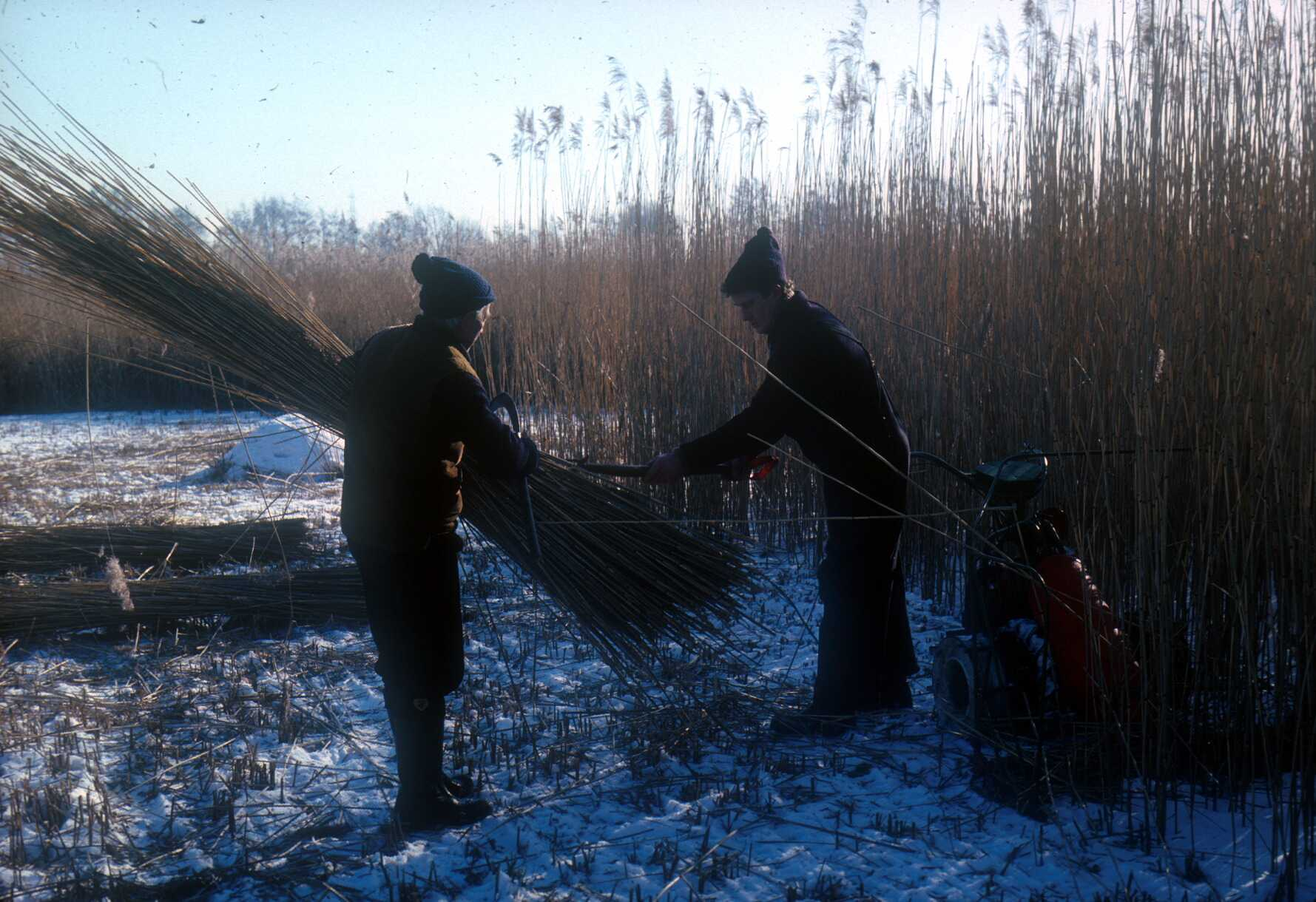
Schilfmahd im Winter

Für die Zeit bis zum Ende des Zweiten Weltkrieges ist bis auf Schilfmahd, die etwa seit 1920 durchgeführt wurde, keine Nutzung dokumentiert, und Die Reit entwickelte sich zu einem Zustand, der dem heutigen recht ähnlich war, mit Wald, Gebüsch und Röhricht und vermutlich einigen größeren Einzelbäumen. In den Jahren 1944 bis 47 wurde Die Reit zur Gewinnung von Brennmaterial fast vollständig abgeholzt. Danach setzte die Sukzession erneut ein und der Waldbestand entwickelte sich wieder. Zum Ende des Zweiten Weltkrieges erhielt Die Reit durch Bombenabwürfe alliierter Flugzeuge, die wahrscheinlich die Reitschleuse treffen sollten, über 30 Bombentrichter, die heute noch zum Teil als kleine Teiche zu erkennen sind.
Nach dem Zweiten Weltkrieg gründete ein ehemaliger Ziegeleimitarbeiter einen Gartenbaubetrieb an der Reitschleuse, der bis Ende der 1980er Jahre Bestand hatte. Im Nordwesten des Gebiets, zwischen dem bestehenden Wanderweg und der Schutzgebietsgrenze, wurde in den Jahren 1965 und 1966 ein Spülfeld errichtet. Der eingespülte Schlick erhöhte das Gelände um rund einen Meter. Heute prägen hohe Silber-Weiden diesen Bereich. Schon in den 1940er Jahren war der landschaftliche und ornithologische Reiz der Reit bekannt, so dass bereits 1943 beabsichtigt wurde, das Gebiet unter Landschaftsschutz zu stellen. Nach einer 1970 veröffentlichten Untersuchung von Flora und Fauna kam es zum Unterschutzstellungsverfahren. Am 21. August 1973 beschloss der Senat dann die Naturschutzgebietsverordnung. Die Kleingärten im Norden des Gebietes wurden daraufhin beseitigt und die 1971 errichtete Forschungsstation 1973 an den Reitbrooker Westerdeich verlegt. Es kam zum Ausbau eines Rundwanderwegs sowie eines Parkplatzes am Reitdeich. Der Parkplatz wurde nach der Sperrung des Reitdeiches für den Kraftfahrzeugverkehr aufgehoben.
Das Röhricht der Reit wurde bis 1984 durch Gärtnereibetriebe der Umgebung bei ausreichendem Bodenfrost einmal pro Jahr gemäht und bebündelt an Reetdachdeckerbetriebe verkauft. Nach 1984 wurde aus naturschutzfachlichen Gründen die Intensität der Nutzung verringert und ab 1989 erfolgte eine Einstellung der Röhrichtnutzung, da regelmäßiges Mähen des Schilfs zu eintönig jungen Beständen aus dünnen aufrechten Halmen ohne Knickschicht führt. Nur die einjährigen Halme können aber zum Dachdecken verwendet werden. Älteres Schilf wird brüchig und der Anteil an Knickschilf in den gewonnenen Bündeln steigt an; es ist daher zum Dachdecken wenig geeignet. Im ersten Jahr nach der winterlichen Mahd werden die jungen Halme zwar bereits vereinzelt durch einige Insekten- und Spinnenarten besiedelt, durch Brutvögel jedoch fast nicht.

### Die Hohe

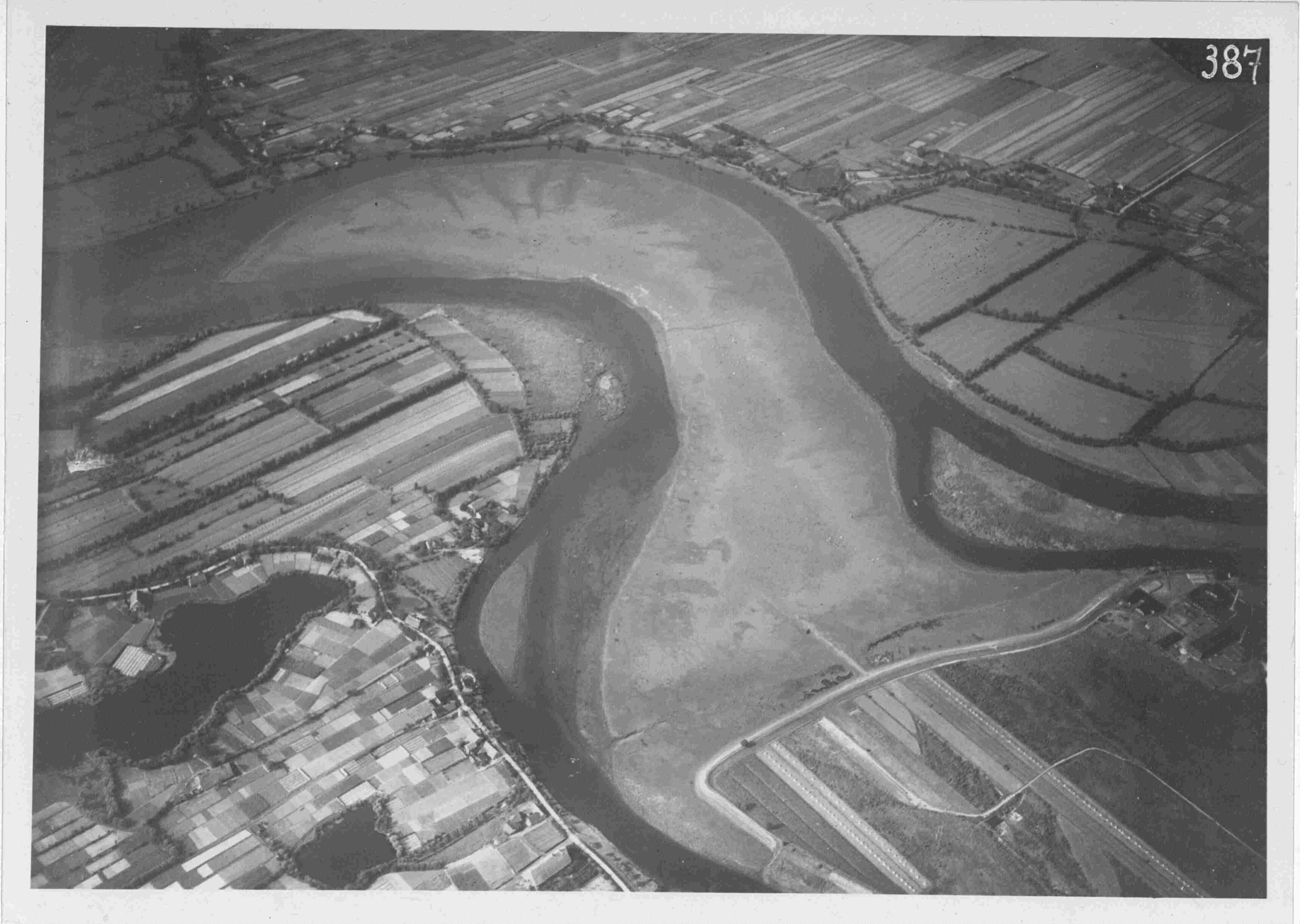
Die Hohe 1921 in ihrer ursprünglichen Größe und Lage

Die ehemalige Elbinsel Die Hohe (auch als Die Ho, in Lorichs Elbkarte von 1567 als Howeide bezeichnet) gehört, auch wenn heute die Dove Elbe eine deutliche Begrenzung im Landschaftsraum darstellt, zur nördlich gelegenen Gemarkung Allermöhe. Die Trennung vom Reitbrooker Vorland erfolgte bei der Sturmflut von 1745. Das heutige Gelände ist der verbliebene und erheblich veränderte Rest des bis Anfang der 1970er Jahre bestehenden uneingedeichten Feuchtgrünlandes am Zusammenfluss von Gose Elbe und Dove Elbe.
Durch den Bau der Regattastrecke für das Wassersportzentrum Hamburg-Allermöhe und des Eichbaumsees wurde Die Hohe von 40 ha auf 16 ha durch Abbaggerung verkleinert. Zum jetzigen Gebiet gehört im Osten ein 4,5 ha großer Bereich im Verlauf der ehemaligen Dove Elbe, die früher bis an den Reitdeich reichte. Hier befand sich die Verladestelle für Schiffe der Ziegelei bis Ende der 1920er Jahre.
Auf dem westlichen Teil der Hohe wurde eine Spülfläche mit vier Feldern und ein breiter Entwässerungsgraben zwischen Reitdeich und Dove Elbe angelegt und von 1972 bis 1984 betrieben. In dieses Spülfeld wurden die humosen Böden oberhalb der Sandvorkommen beim Ausbau der Regattastrecke eingebaut. Die östliche Hälfte wurde vom Amt für Strom- und Hafenbau mit belasteten Flusssedimenten aufgehöht.

### Reitdeich
Der Reitdeich umfasst das ehemalige Außenland Die Reit. Die Fläche war in einem gemeinschaftlichen Besitz und der Reitdeich ein Privatdeich ohne Pflicht zur Deichschau von geringen Abmessungen als Sommerdeich. Zur gemeinschaftlichen Unterhaltung des Deiches, der Überfahrten, Siele und des äußeren Reitsielgraben existierte eine aus den Eigentümern bestehende „Interessentschaft der Reit“, die erstmals 1829 in Landesrechnungsbuch der Landschaft Reitbrook, dem sogenannten Landprotokoll, erwähnt wird.
Bei der Sturmflut vom 15. November 1824 brach er auf seiner damaligen Länge von 2500 m an sieben Stellen, an einer Stelle auf 32 m bis zu 0,60 m unterhalb des Deichfußes. Bei der Februarflut 1825 brach der Reitdeich an drei Stellen auf 90 m. Eine der Deichbruchstellen war schon am 15. November und 26. Dezember 1824 gebrochen und riss beim dritten Bruch ein Loch von 32 m Breite und 10 m Tiefe unter der Deichkrone in den Deich. Ein sturmflutsicherer Ausbau des Reitdeiches erfolgte im Herbst 1924.

### Kleiner Brook
Die erstmals im Landesrechnungsbuch der Landschaft Reitbrook 1828 erwähnte „Interessentschaft des Kleinen Brooks“ wurde von Grundeigentümern der vom Reitdeich eingeschlossenen Ländereien gebildet. Ihr Zweck war es den Reitgraben am Deich und die Pforten am Kirchendamm in Ordnung zu halten sowie als Deichinteressentenschaft die erforderliche Deicherde zu liefern. Zunächst teilte man den näher am Deich und höher gelegene 10 Morgen großen Bereich unter den Interessenten auf. 1843 erfolgte eine Vermessung des Geländes zwischen der Dove Elbe und dem höheren Gelände und verteilte dieses an die Interessenten. Als gemeinsames Eigentum des Interessentschaft ist dann die Parzelle 85 bis heute übrig geblieben. Der Graben von der Dove Elbe Richtung Süden am Reitdeich wurde damals angelegt.

## Forschung

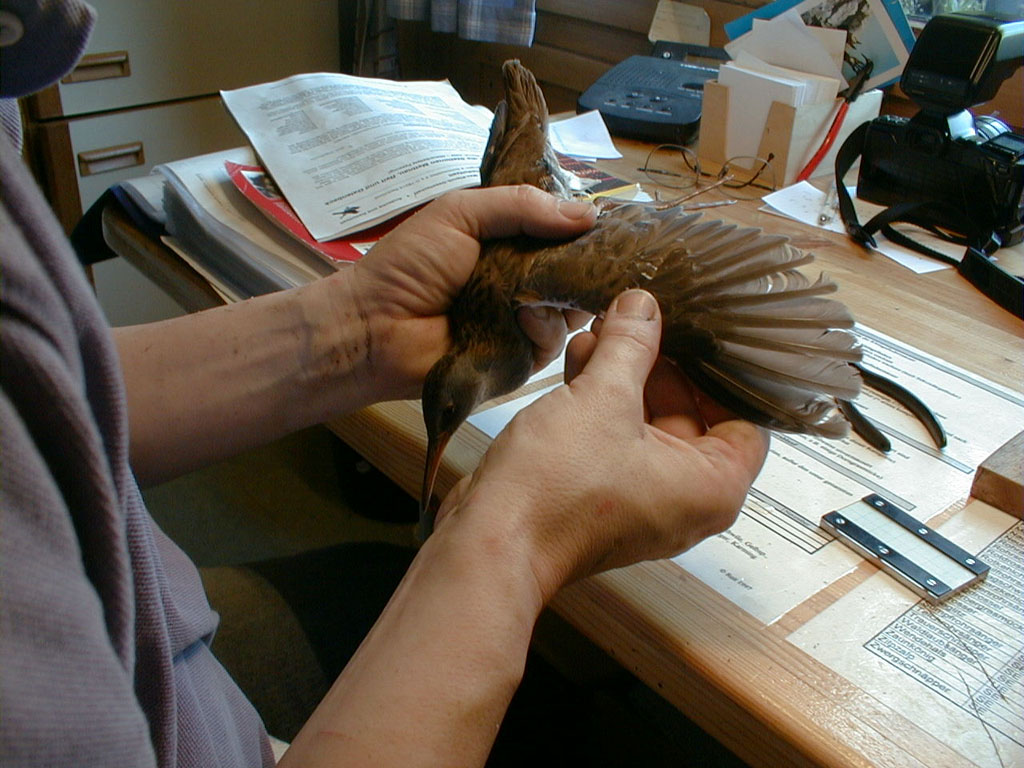
Beringung einer Wasserralle

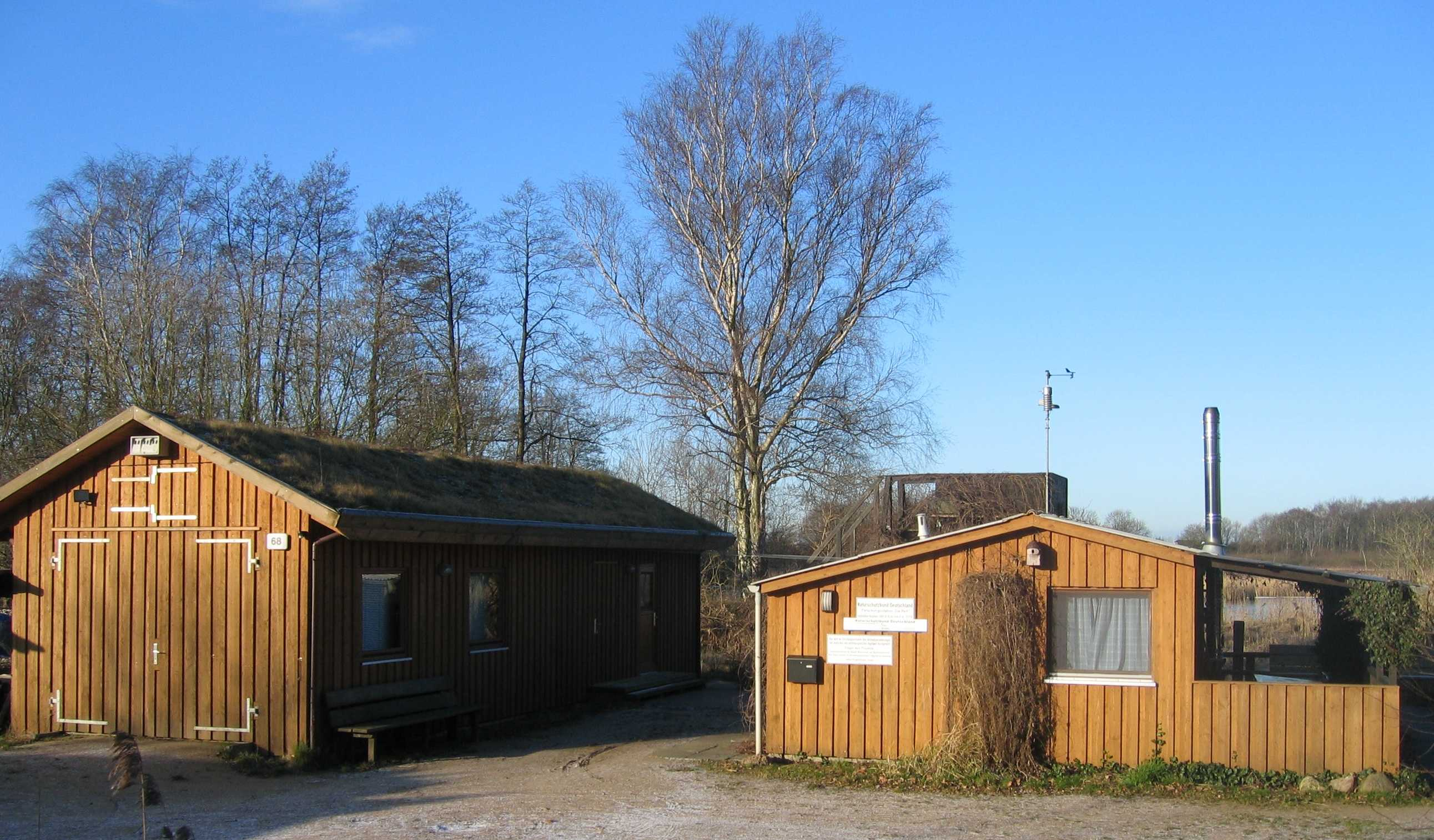
NABU-Forschungsstation

Seit 1973 betreibt der Naturschutzbund Deutschland (NABU) in der Reit am Reitbrooker Westerdeich eine Forschungsstation, in der ehrenamtliche Mitarbeiter in Zusammenarbeit mit der Vogelwarte Helgoland Zugvögel beringen. Die Vögel werden von Juli bis Anfang November in einer 370 Meter langen Anlage mit Netzen gefangen und an der Station beringt. Ziel ist die Erforschung spezieller Fragen des Kleinvogelzuges, etwa zum zeitlichen Verlauf und zur Rastplatzökologie, sowie das Monitoring von großräumigen Bestandsveränderungen bei Zugvögeln.

## Erreichbarkeit und Wegeführung
Zu erreichen ist das Gebiet von der S-Bahn-Haltestelle Mittlerer Landweg und von dort mit dem Fahrrad oder dem Bus der Linie 321 Richtung S-Bahn Nettelnburg bis zur Haltestelle Allermöher Kirche; von dort über die Kirchenbrücke und den Vorderdeich über einen 1,5 km langen Fußweg. Vom S-Bahnhof Bergedorf wird das Gebiet mit dem Bus 222 Richtung Oortkatenweg über die Haltestelle Wulffsbrücke und von dort über einen 2 km langen Fußweg entlang der Gose Elbe auf der Straße Reitbrooker Hinterdeich erreicht. Da die Buslinien nur eingeschränkt bedient werden, ist die individuelle Fahrt zu empfehlen. Von Hamburg aus ist die Anfahrt auch über Tatenberger Deich und den Ochsenwerder Norderdeich bis zur Reitschleuse möglich.

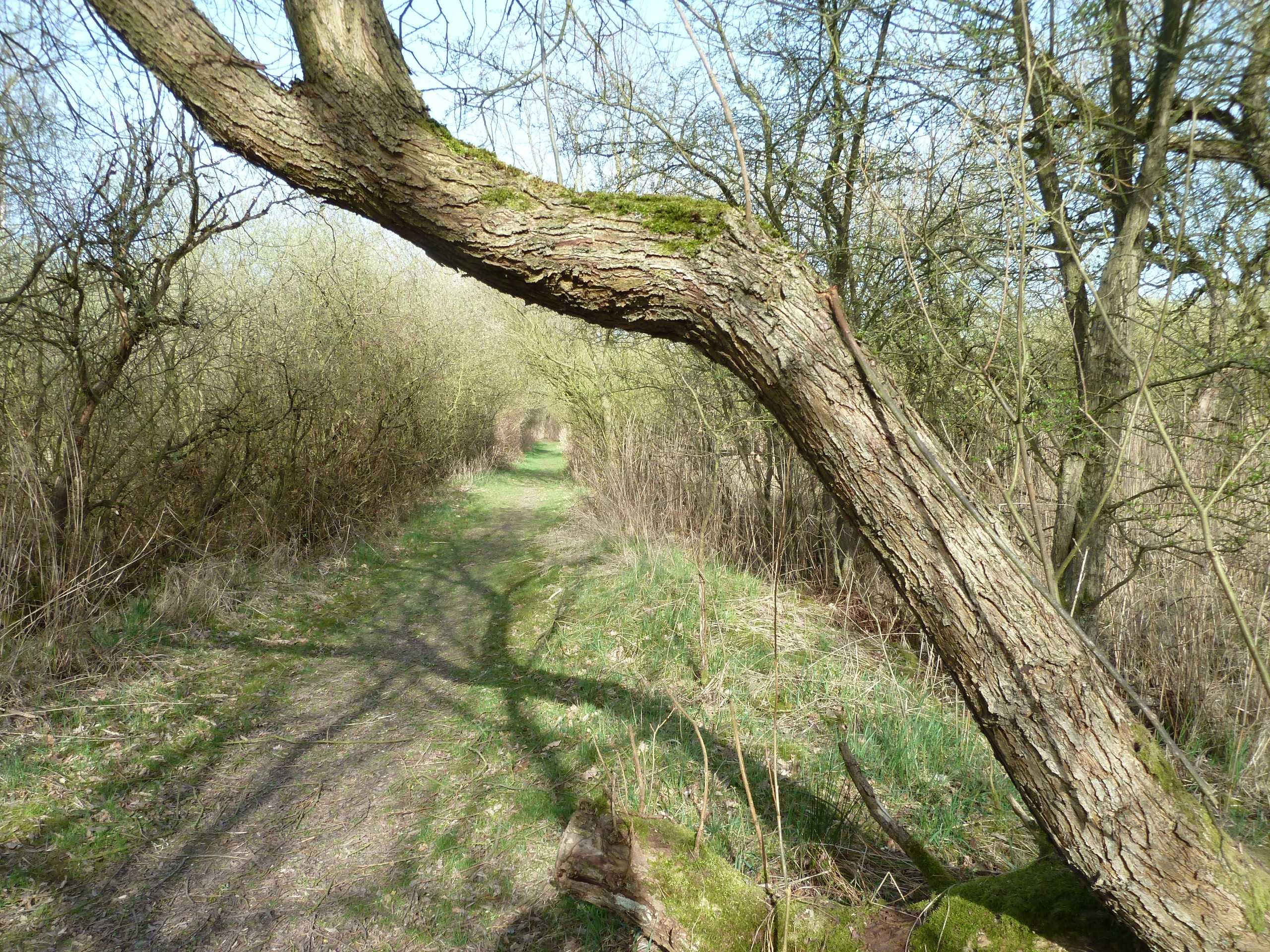
Rundwanderweg durch das Gebiet

Das Gebiet der Reit dient der Naherholung und ist der Öffentlichkeit auf einem Rundweg zugänglich. Dieser beginnt an der Reitschleuse (Parkmöglichkeiten) vor der Straßenschranke und führt rund 450 Meter auf dem Reitdeich Richtung Osten bis zu einer Abfahrt vom Deich Richtung Süden. Der Weg führt südlich weg vom Deich und verläuft mit mehreren Biegungen zentral durch das Gebiet bis zur Forschungsstation. Von dort gelangt man auf den Reitbrooker Westerdeich und geht rechts 60 Meter bis zum Deich der Gose Elbe. Nun verläuft der Weg am und auf dem Deich wieder bis zur Reitschleuse.